# Хучитан-де-Сарагоса
Хучитан-де-Сарагоса (исп. Juchitán de Zaragoza) — город в Мексике, входит в штат Оахака. Население составляет 113 570 человека.

## История
Город основал Косихопи Сикасиби.

## Известные уроженцы
- Франсиско Толедо — мексиканский сапотекский художник.

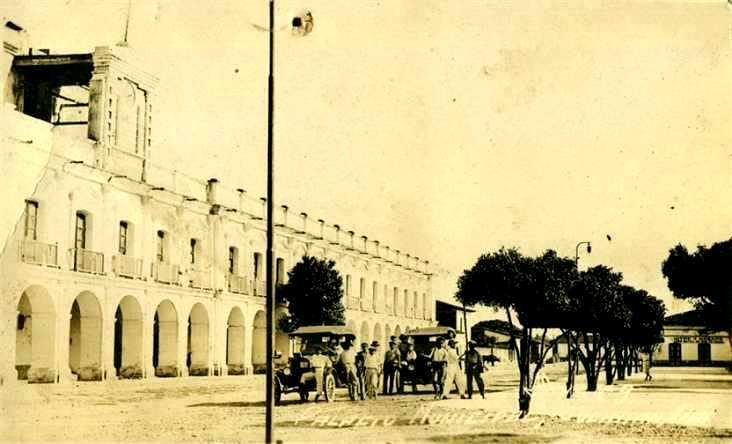
Хучитан-де-Сарагоса

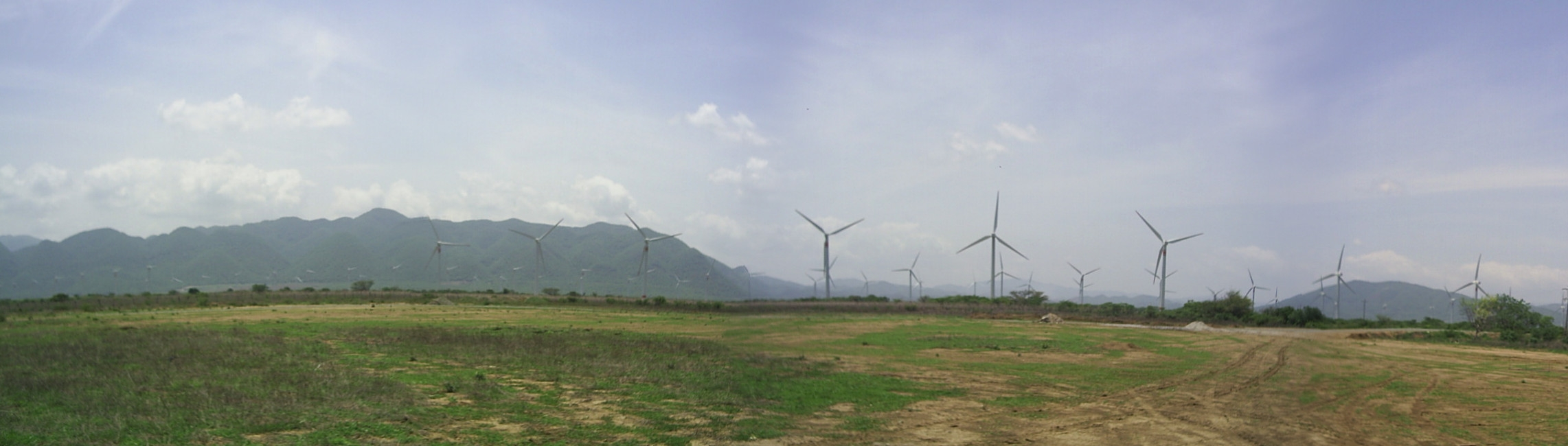
Хучитан-де-Сарагоса